# The Week Of
The Week Of (Brasil: Lá Vem os Pais)  é um filme de comédia estadunidense de 2018, dirigido por Robert Smigel, em sua estreia como diretor, e co-escrito e estrelado por Adam Sandler.
É co-estrelado por Chris Rock, Rachel Dratch, Steve Buscemi, Allison Strong e Noah Robbins. O filme é a quarta parceria entre Sandler e a Netflix, e foi lançado no serviço de streaming em 27 de abril de 2018.

## Sinopse
Kenny (Adam Sandler) é um dedicado pai de classe média, que decide seguir a tradição e se responsabiliza por todos os gastos do casamento de sua filha mais velha Sarah com o jovem Tyler, mesmo podendo contar com a ajuda financeira do pai do noivo, Kirby (Chris Rock), um cirurgião prestigiado e bem sucedido. Quando Kirby chega a cidade, acaba instalado na casa de Kenny e é obrigado a passar alguns dias com ele e sua família. Para piorar a situação, os diversos parentes de Kenny e Kirby aparecem e todos acabam debaixo do mesmo teto, tendo que aprender a conviver um com o outro na semana que antecede o casamento.

## Elenco
- Adam Sandler como Kenny Lustig
- Chris Rock como Dr. Kirby Cordice
- Rachel Dratch como Debbie Lustig
- Allison Strong como Sarah Lustig
- Roland Buck III como Tyler Cordice
- Chloe Himmelman como Rose Lustig
- Jake Lippmann como Isaac Lustig
- Katie Hartman como Robin
- Jim Barone como Tio Seymour Lustig
- Steve Buscemi como Charles Lustig
- June Gable como Roberta Lustig
- Suzanne Shepherd como Tia Iris Lustig
- Christian Capozzoli como Mark
- Nasser Faris como Hanan
- Jared Sandler como Jared
- Andrew Polk como Sr. Katz
- Liz Larsen como Sra. Katz
- Jackie Sandler como Lisa Lustig
- Maury Ginsberg como Jay Lustig
- Noah Robbins como Noah
- Griffin Santopietro como Jeddy
- Melanie Nicholls-King como Katrina Cordice
- Jorge Luna como Ignacio
- Rob Morgan como Primo Marvin Cordice
- Germar Terrell Gardner como Primo Ethridge Cordice
- Patricia Belcher como Thelma
- Rachel Pegram como Morgan
- Chuck Nice como Leonard
- Kenajuan Bentley como Jermaine
- Scott Cohen como Ron
- Alex Song como Danielle
- Langan Kingsley como Emily
- Rebecca Vigil como Kelly
- Garry Pastore como Prefeito John Barone
- Joel Marsh Garland como Kent, o Mágico
- Teddy Coluca como Dominic
- Brock Yurich como Brock
- Nik Sadhnani como Jordan
- Michael James Levy como Kennedy
- Robert Smigel como Médico

## Filmagens
As filmagens de The Week Of foram iniciadas em Long Island, Nova Iorque em julho de 2017.